# 夜更
夜更（英語：Night is Young）是一套於2020上映的香港電影，由曾製作《十年》的香港導演郭臻製作。電影中的主角由東區區議會議員蔡志強擔任，其他角色則由素人擔任。電影在9月24日於香港上映，11月於台灣上映。該電影獲入圍高雄電影節國際短片競賽、2020年台灣南方影展「南方首獎」及第57屆金馬獎最佳劇情短片獎。

## 劇情
該電影講述一名計程車司機在反送中運動期間，先後接載了一名女學生及兩名反對社運人士至示威現場，並描述接載時司機與乘客時的對話等事情。

## 創作過程
導演郭臻表示最初是想找四至五十歲的士司機來協助拍攝，然而他們因擔心惹上麻煩而拒絕。最終由曾為的士司機、現擔任區議員蔡志強擔任。而電影是在反修例運動期間拍攝，當中有部分鏡頭為真實示威的畫面，例如是警員向記者舉槍。在拍攝時曾經被示威者懷疑，一度被攔截及解釋拍攝意圖；也有被警員喝止，被迫暫停拍攝。

## 得獎感言
2020年台灣南方影展「南方首獎」，郭臻以視像接受南方影展訪問：「其實這部電影屬於去年遇過的每一個香港人。是他們告訴我，做香港人也有些東西可以 proud of。」「不要忘記我們的信念，忘記我們付出許多、犧牲許多的手足們。時勢十分壞，希望我們可以拿出勇氣，面對這個更加糟糕的香港。」
第57屆金馬獎最佳劇情短片獎，代領人以廣東話代郭臻致謝：「呢部片係屬於喺呢個世界每個唔同角落而又擁抱良知嘅香港人，作為film makers，我哋只可以做一件好小嘅事，就係本份，每一件微小嘅事或許唔容易，雖然無法預計，但請你相信，小事亦能夠發揮莫大嘅作用，所以呢個獎暫時由我哋保管，到有日黎明來到，再交還畀大家。願大家好好療傷，好好休息，好好去愛，好好咁去照顧人性嘅複雜，然後擇善固執。最後想向全世界人講：願自由歸於人民！Night is young, we keep on fighting! Save 12.」